# Middendijk
De Middendijk is huidige benaming van een deel van de Provinciale dijk die in 1718 is aangelegd als zeedijk langs de Groninger kust. Het deel dat specifiek Middendijk wordt genoemd ligt globaal tussen Deikum achter Wierhuizen en Nieuwstad achter Spijk.
De Provinciale dijk is de onder leiding van Thomas van Seeratt herstelde zeedijk, nadat deze in 1717 tijdens de Kerstvloed grotendeels was verwoest.
Het tracé van de Middendijk volgt de zomerkade over de rand van de toenmalige kwelder en bestaat allereerst uit de huidige slaperdijk van de Linthorst Homanpolder en van de Noordpolder. In de Uithuizerpolder is de dijk nagenoeg verdwenen. Het oostelijk deel, dat ten noorden van Hefswal begint en via Oudeschip doorloopt tot Nieuwstad is nog prominent aanwezig.
De loop van deze oude zeedijk is nog steeds duidelijk te zien ten noorden van de dorpen Westernieland, Den Andel, Warffum, Usquert, Uithuizen en Hefswal. 
De naam verwijst naar zijn ligging tussen (in het midden van) de Oude (weggespoelde) dijk en de latere, huidige zeedijk. 

## Provincie dijk
Overige sporen van het herstel door Van Seeratt zijn te vinden in de slaperdijk tussen Zoutkamp en Deikum. Deze dijk volgt nagenoeg het oude, kronkelige tracé van de toenmalige zeedijk, maar op enkele plaatsten was de dijk zodanig verwoest, dat besloten werd een nieuwe, rechte dijk aan te leggen, zoals bij Westerhorn en tussen Kruisweg en Deikum. Bij Westerhorn is het oude tracé nog te herkennen aan de daar gelegen vier kolken. Gelet op de lengte van de dijk is het een opmerkelijk dat de dijk in één jaar is hersteld en verhoogd.
De dijk heeft zijn betekenis als tweede kering verloren door het op Delta-hoogte brengen de Ommelanderzeedijk, de huidige zeekering. De gehele dijk is als cultuurhistorisch monument beschermd.